# Клод Гарамон
Клод Гарамо́н (фр. Claude Garamond; близько 1490, Париж — 1561) — паризький пуансоніст, друкар, одна з найважливіших постатей французького Ренесансу. Учень друкарів Антуана Ожеро та Сімона де Коліна. Пізніше він заснував невелику книгодрукарню неподалік від Сорбонни.

## Творчість
Вперше Гарамон зажив слави 1540-х роках, коли він викарбував Grecs du Roi — три грецькі курсиви для видання класиків, за підтримки короля. Пізніше Гарамон викарбував й інші шрифти, зокрема прямий. Його шрифти базувалися передусім на шрифтах Альда, але їм притаманна достатня оригінальність. У курсивах Гарамона вперше з'являються похилі великі літери, а також так звані завитки.
Через 60 років по смерті Гарамона пуансоніст Жан Жаннон відтворив його прямий шрифт, однак у формах, ближчих до бароко, ніж до Ренесансу. Саме цей шрифт, загублений і забутий, було винайдено знову в першій половині XIX століття та помилково приписано Клодові Гарамону. Непорозуміння виявлено 1927 року, однак за 5 років до цього фірма Monotype уже випустила нову версію шрифту Жаннона під назвою Garamond Roman. Саме це стало причиною того, що в XX столітті під одною назвою було випущено декілька шрифтів, які беруть свої початки не лише від двох різних авторів, але й двох різних епох.

## Сучасні шрифти
Роберт Брінгхерст зазначає декілька сучасних версій, заснованих саме на шрифтах Клода Гарамона, а не Жана Жаннона: Stempel Garamond (Stempel, 1924; Linotype), Granjon Джорджа Джонса (Linotype, 1928), Adobe Garamond Роберта Слімбаха (Adobe, 1989).